# Gennaro Di Napoli
Gennaro Di Napoli (Nápoles, 5 de março de 1968) é um ex-atleta italiano, especializado em corridas de meio-fundo. Foi duas vezes campeão mundial indoor e uma vez campeão europeu indoor, sempre na distância de 3000 metros planos.

## Melhores marcas pessoais

### Outdoor
| Prova       | Data                  | Local          | Marca    |
| ----------- | --------------------- | -------------- | -------- |
| 800 metros  |                       |                | 1:45.84  |
| 1500 metros | 9 de setembro de 1990 | Rieti, Itália  | 3:32.78  |
| 3000 metros | 18 de maio de 1996    | Formia, Itália | 7:99.54  |
| 5000 metros | 8 de junho de 1995    | Roma, Itália   | 13:17.46 |

### Indoor
| Prova       | Data                    | Local          | Marca   |
| ----------- | ----------------------- | -------------- | ------- |
| 1500 metros | 24 de fevereiro de 1999 | Génova, Itália | 3:45.48 |
| 3000 metros | 9 de março de 1997      | Paris, França  | 7:41.05 |